# 落日 (小說)
《落日》是日本作家湊佳苗的小說作品，於2019年9月4日由角川春樹事務所發行。

## 出版書籍
| 角川春樹事務所 | 角川春樹事務所         | 皇冠文化      | 皇冠文化               |
| 發售日期       | ISBN                   | 發售日期      | ISBN                   |
| -------------- | ---------------------- | ------------- | ---------------------- |
| 2019年9月4日   | ISBN 978-475-84-1342-8 | 2020年12月4日 | ISBN 978-957-33-3643-3 |

## 電視劇
改編電視劇是於2023年9月10日至10月1日播出的「連續劇W」，由北川景子主演，吉岡里帆共演。

### 演員列表

#### 主要人物
- 長谷部香：北川景子[1]

電影導演。
- 甲斐真尋：吉岡里帆[1]

新人編劇。
- 大畠凜子：黑木瞳[2]

編劇。真尋的師父。
- 立石力輝斗：竹内涼真[2]

死刑犯。於15年前的聖誕夜殺害妹妹，並縱火殺了雙親。
- 立石沙良：久保史緒里（乃木坂46）[2]

力輝斗的妹妹。高中生。本來即將偶像出道，但是被哥哥殺害。
- 長谷部真理：真飛聖

香的母親。
- 神池正隆：高橋光臣

真尋與千穗的表哥。波士頓的外科醫生。
- 甲斐良平：宮川一朗太

真尋與千穗的父親。
- 佐佐木信吾：濱田學

電影公司「新映」的製作人。
- 甲斐千穗：駒井蓮

真尋的姊姊。香的幼兒園同學。
- 長谷部裕貴：夙川與務

香的父親。
- 山上道也：小林隆

笹塚町的電影院附近的咖啡廳「CINEMA」的店主。
- 森下廣哉：中村浩大（小傑尼斯 / SpeciaL）

沙良與一夏的中學同學。聰明、擅長體育的學生會長。
- 佐倉俊平：松尾龍（小傑尼斯 / SpeciaL）

森下的好友。籃球隊隊長。
- 橘一夏（橘イツカ）：田中萌

正隆的高中同學。中學3年級時，與沙良同班。

### 製作團隊
- 原作：湊佳苗《落日》
- 編劇：篠崎繪里子
- 導演：內田英治
- 配樂：小林洋平
- 執行製作人：青木泰憲
- 製作人：村松亞樹、八卷薰、木曾貴美子、遠田孝一（協力）
- 製作協力：MMJ
- 製作：WOWOW

### 播出日程
| 集數   | 播出日期 |
| ------ | -------- |
| 第1話  | 09月10日 |
| 第2話  | 09月17日 |
| 第3話  | 09月24日 |
| 最終話 | 10月01日 |

## 外部連結
- 電視劇官方網站 （页面存档备份，存于）－WOWOW （日語）

| 日本 WOWOW 連續劇W             | 日本 WOWOW 連續劇W                | 日本 WOWOW 連續劇W |
| ------------------------------ | --------------------------------- | ------------------ |
|                                | 落日 （2023年9月10日－）          |                    |
| 事件 （2023年8月13日－9月3日） | Fixer Season3 （2023年10月8日－） |                    |